# (16498) Passau
(16498) Passau (auch 1990 SX8) ist ein Asteroid, der am 22. September 1990 vom belgischen Astronomen Eric Walter Elst vom La-Silla-Observatorium entdeckt wurde. Der Asteroid ist nach der bayerischen Dreiflüssestadt Passau benannt.
Das US-amerikanische Minor Planet Center (MPC), das für die Bestätigung eines Weltraumkörpers als „kleinen Planeten“ und für die Namensgebung verantwortlich ist, bestätigte offiziell die Eintragung sowie den Namen im Oktober 2006.